# Šumska štala
Šumska štala je konjički klub na Fruškoj gori koji nudi terensko jahanje po stazama Fruške gore, kvalitetnu obuku u školi jahanja, letnji konjički kamp za decu i druge aktivnosti za druženje sa konjima. Osnovana je 30. maja 2020. godine. Nalazi se u Starim Ledincima, malom mestu nadomak Novog Sada. Do Šumske štale moguće je doći sopstvenim prevozom, za koji je obezbeđen parking, kao i prigradskim autobusom iz pravca Novog Sada. 
U krugu Šumske štale se nalazi deo sa štalama u kojima je trenutno smešteno 8 konja, kao i prostor sa stolom i ležaljkama gde je moguće odmoriti se i u ugodnom ambijentu sačekati početak aktivnosti na koju se dođe. U blizini Šumske štale se nalaze Popovičko jezero, Orlovo bojište, vidikovac Čukala i delovi staza Fruškogorskog maratona, što se sve može obići u okviru neke od tura terenskog jahanja.